# Lőrinczi Ferenc (botanikus)
Lőrinczi Ferenc (Kissolymos, 1924. január 1. – 1994. május 27.) erdélyi magyar biológus, botanikus, tudományos kutató, egyetemi oktató.

## Életútja
A székelykeresztúri Unitárius Főgimnázium elvégzése (1943) után a Bolyai Tudományegyetemen természetrajz-biológia szakos tanári diplomát szerzett (1949); Péterfi István növényélettani és Csík Lajos genetikai előadásai határozták meg érdeklődési körét. Pályáját az egyetemen kezdte mint a növénytani tanszék gyakornoka, utóbb tanársegédje (1949–52); a Pedagógiai Főiskola adjunktusa (1952–55), majd az egyetem biológiai fakultásának előadó tanára (docense)(1955–59). A kolozsvári Botanikus Kert tudományos kutatója (1959–74), majd főbotanikusa 1974-től, a dísznövény-részleg és a talajbiológiai laboratórium vezetője nyugalomba vonulásáig. 1975-ben doktorált.

## Tudományos munkássága
Tudományos közlései a Contribuții Botanice Cluj, Igiena, Clujul Medical, Studia Universitatis Babeș-Bolyai és más szaklapokban jelentek meg, ismeretterjesztő írásával A Hétben jelentek meg. Témái: a talajlakó mikroszkopikus gombák elterjedése, hatóanyagaik, kapcsolatuk a virágos növényekkel. Kőből és fából készült műemlékek gombakárosodásainak és a használható növényvédő szereknek a kutatója; a Botanikus Kert magkatalógusának anyaggyűjtő munkatársa.

## Egyetemi jegyzetei
- Általános növénytan (a kétéves Pedagógiai Főiskola hallgatói részére, Kolozsvár, 1954);
- Növénytan (növénymorfológia, növényélettan, növényrendszertan a földrajz-biológia szak hallgatói részére, Kolozsvár, 1958).